# Марія Французька (1145-1198)
Марія Французька (фр. Marie de France; 1145 — 11 березня 1198) — французька принцеса, графиня Шампані.
Старша дочка короля Франції Людовика VII і Алієнор Аквітанської, єдинокровна сестра Філіппа II Августа і єдиноутробна — Річарда Левове Серце.

## Біографія
У 1164 році була видана за Генріха I Щедрого, графа Шампані та Брі.
Три рази здійснювала регентство: у червні 1179 — лютому 1181 років, коли її чоловік був у паломництві до Святої землі; у березні 1181 — травні 1187 років, поки старший син Генріх II не досяг повноліття; і в травні 1190 — березні 1198 років, коли той брав участь у Третьому Хрестовому поході і залишився в Святій землі, ставши номінальним королем Єрусалима, а потім під час неповноліття молодшого сина Теобальда III до своєї смерті.
Немає жодних свідчень, що Марія залучалася до будь-якої участі в управлінні графством до 1179 року. Документи свідчать лише про невеликі дари монастирям з її особистого майна. У 1179 році її чоловік граф Генріх I ухвалив рішення вирушити в паломництво в місця, де проходив Другий Хрестовий похід, в якому він брав участь в молодості. Регентом було призначено Марію. Граф Генріх був узятий у полон сельджукським султаном, викуплений візантійським імператором Мануїлом і повернувся до Шампані у лютому 1181 року, мабуть, із сильно підірваним здоров'ям. Він помер 17 березня 1181 року і Марія вдруге стала регентом.
У період другого регентства в 1181—1182 роках або в 1183 разом з діверами брала участь у Феодальної війни у Франції (1181—1187) проти брата, короля Франції, остаточно примирилася з ним на конференції в Жизорі у 1186 році.
Після другого регентства в 1187 році залишила двір і пішла в монастир на околицях міста Мо, не приймаючи, однак, постриг. Рішення її сина Генріха вирушити в Хрестовий похід повернуло її до управління Шампанню втретє (1190).
Марія була відома як цінителька поезії та меценатка; при її блискучому дворі були: Кретьєн де Труа, Гас Брюле, Готьє Аррасський, Гійо де Провен, Гюон д'Уазі, Жоффрей де Віллардуен і, можливо, Андрій Капеллан.
Вважається, що саме Марії адресована знаменита сірвента Річарда Левине Серце, в якій полонений король ганьбить васалів, які не поспішають збирати викуп.
Марія Шампанська опікувалася Кретьєном де Труа. З прологу до роману у віршах «Ланселот, або Лицар Воза» випливає, що твір був замовлений графинею.

## Родина
Чоловік — Генріх I, граф Шампанський
Діти:
- Схоластика Шампанська (пом. 1219) — чоловік: граф Гільйом IV (граф Макона) Гійом IV де Макон (пом. 1226)
- Генріх II Шампанський (1166—1197) — король Єрусалима.
- Марія Шампанська (1174—1204) — чоловік (1186): Балдуїн IX Фландрський (пом. 1206), граф Геннегау і Фландрії, імператор Латинської імперії.
- Теобальд III Шампанський (1179—1201)